# Filicollis anatis
Filicollis anatis е вид паразитен червей от семейство Polymorphidae на тип Бодлоглави червеи. Паразитира в тънките черва на домашните патици и гъски и много диви патицови птици. Заболяването причинено от паразита се нарича филиколоза.

## Морфология
Мъжкият Filicollis anatis е с дължина 6 - 8 mm и ширина 1,5 mm. Женските са с размери 20 - 26 mm и ширина 3 - 5 mm. Хоботчето е яйцевидно с кукички разположени в по 10 - 11 броя в 18 надлъжни спирални реда. В предната част на тялото по кутикулата има 50-52 реда малки шипчета, разположени по 8 на ред. Тестисите са разположени един зад друг близо до предния край на тялото. Циментните жлези са 6 бр. и се намират зад тестисите. Яйцата имат удължена елипсовидна форма, с дебела четирислойна обвивка.

## Жизнен цикъл и гостоприемници
Междинен гостоприемник е сладководното раче Asellus aquaticus (Водно магаренце). Те се инвазират от яйца в изпражнения отделени във водоемите. Аканторите преминават в телесната кухина и за около 2 месеца се развиват в преакантела и акантела. При изяждане на межденните гостоприемници патиците и гъските се инвазират. В тях Filicollis anatis достига полова зрялост за около 30 дни.
Разпространението на филиколозата е огнищно и е свързано водоеми обитавани от водното конче. Яйцата се запазват във водата 5 - 6 месеца, а акантелите могат да останат в рачетата за около година и да презимуват в тях. Инвазията на птиците става напролет.